# أفرو 552
أفرو 552 (بالإنجليزية: Avro 552)‏ هي طائرة خدمات مدنية ذات سطحين، مشتقة من الطائرة العسكرية أفرو 504. أنتجت في بريطانيا. من صناعة أفرو. كان أول طيران لها في 16 يوليو 1921. صنع منها 33 طائرة.

## المستخدمون
- سلاح الجو الملكي الكندي
- البحرية الأرجنتينية